# Vaulion
Vaulion ist eine politische Gemeinde im Distrikt Jura-Nord vaudois des Kantons Waadt in der Schweiz.

## Geographie
Vaulion liegt auf 932 m ü. M., 12 km westsüdwestlich von Orbe und 22 km westsüdwestlich der Bezirkshauptstadt Yverdon-les-Bains (Luftlinie). Das Strassenzeilendorf erstreckt sich in einem Talkessel am Oberlauf des Nozon, im Waadtländer Jura am Ostfuss der Dent de Vaulion.
Die Fläche des 13,2 km² grossen Gemeindegebiets umfasst einen Abschnitt des Waadtländer Juras im Quellgebiet des Nozon. Die westliche Grenze verläuft auf der Kette der Dent de Vaulion, die mit 1483 m ü. M. den höchsten Punkt von Vaulion bildet. Daran schliesst sich im Osten die Synklinale an, die zwischen der Dent de Vaulion und der Seitenkette des Mollendruz liegt. In dieser Synklinalen entspringt am Fuss einer Felswand der Nozon, der den Talkessel von Vaulion durchquert und danach durch ein enges Tal zum Mittelland fliesst. Nahe der Nozonquelle befinden sich zwei Höhlen. Im Norden liegt die Grenze auf der Höhe Sur Grati (bis 1177 m ü. M.). Von der Gemeindefläche entfielen 1997 3 % auf Siedlungen, 47 % auf Wald und Gehölze, 49 % auf Landwirtschaft und etwas weniger als 1 % war unproduktives Land.
Zu Vaulion gehören die Weiler Nidau (880 m ü. M.) am linken Talhang des Nozon und Le Plâne (1115 m ü. M.) am Hang der Vaulion-Kette oberhalb des Dorfes sowie zahlreiche Einzelhöfe, die weit verstreut auf den Jurahöhen liegen. Die Nachbargemeinden von Vaulion sind  im Norden Vallorbe, im Nordosten Premier, im Osten Romainmôtier-Envy, im Südosten Juriens, im Süden Mont-la-Ville und im Westen L’Abbaye.

## Bevölkerung
Mit 486 Einwohnern (Stand 31. Dezember 2023) gehört Vaulion zu den kleinen Gemeinden des Kantons Waadt. Von den Bewohnern sind 92,7 % französischsprachig, 3,7 % deutschsprachig und 1,4 % portugiesischsprachig (Stand 2000). Die Bevölkerungszahl von Vaulion belief sich 1803 auf 1145 Einwohner, 1850 auf 994 Einwohner und 1920 auf 1051 Einwohner. Danach wurde aufgrund starker Abwanderung bis 1980 eine Abnahme auf 358 Einwohner verzeichnet, seither hat die Bevölkerung wieder leicht zugenommen.

## Wirtschaft
Das ursprünglich durch die Landwirtschaft geprägte Dorf konzentrierte sich schon früh auf das Handwerk und die industrielle Tätigkeit. Seit dem Ende des 16. Jahrhunderts entwickelte sich die Weberei, im darauffolgenden Jahrhundert auch die Schuhmacherei. Im Lauf des 17. Jahrhunderts erlangten auch eine Gerberei und die Eisenverhüttung Bedeutung. Der wichtigste Betrieb des Dorfes war ein 1888 gegründetes Uhrensteinschleiferei-Unternehmen. Bis 1970 war eine Mühle in Betrieb. Heute gibt es zahlreiche Arbeitsplätze im Handwerk und im lokalen Kleingewerbe. Auch die Landwirtschaft, hauptsächlich Viehzucht und Milchwirtschaft, spielt noch eine Rolle in der Erwerbsstruktur der Dorfbewohner.

### Tourismus
Dank eines Skiliftes und der Anlage einer Langlaufloipe profitiert Vaulion von den Einkünften als Wintersportort. Auch im Sommer ist die Dent de Vaulion als Aussichtsberg ein beliebtes Ausflugsziel.

## Verkehr
Vaulion liegt an der Hauptstrasse von Orbe via Romainmôtier-Envy und über den Pass Pétra Felix in das Vallée de Joux. Durch einen Postautokurs, der nach Croy und teilweise bis Orbe verkehrt, ist Vaulion an das Netz des öffentlichen Verkehrs angeschlossen.

## Geschichte
Die erste urkundliche Erwähnung des Ortes erfolgte 1097 unter dem Namen Vallis Leonis. In der Folgezeit erschienen die Bezeichnungen Valleuni (1160), Vaullyon und 1316 der heutige Name Vaulion. Dieser leitet sich von Val du Lion ab, denn Le Lion war der ehemalige Name des Flüsschens Nozon. Wahrscheinlich wurde Vaulion im 11. Jahrhundert von aus Frankreich geflohenen Leibeigenen gegründet. Diese erhielten den Schutz des Priors von Romainmôtier. Die ursprüngliche Siedlung musste wegen einer Pestepidemie verlassen werden, und an der heutigen Stelle wurde das Dorf neu gegründet. Da Vaulion im Gegensatz zu anderen Dörfern unter der Herrschaft Romainmôtier verhältnismässig grosszügige Freiheiten genoss, wurde die Besiedlung des Tales gefördert.
Mit der Eroberung der Waadt durch Bern im Jahr 1536 wurde Vaulion Teil der Kastlanei und Landvogtei Romainmôtier. Nach dem Zusammenbruch des Ancien Régime gehörte das Dorf von 1798 bis 1803 während der Helvetik zum Kanton Léman, der anschliessend mit der Inkraftsetzung der Mediationsverfassung im Kanton Waadt aufging. Es wurde 1798 dem Bezirk Orbe zugeteilt.

## Sehenswürdigkeiten
Der heutige Bau der reformierten Pfarrkirche stammt von 1756. Er wurde an der Stelle eines früheren Gotteshauses errichtet. Das Pfarrhaus wurde 1745 erbaut. Im Ortskern sind einige charakteristische Bauernhäuser aus dem 18. und 19. Jahrhundert erhalten.

## Persönlichkeiten
- Gabrielle Magnenat (* 1980), Skibergsteigerin